# Copiocera laeta
Copiocera laeta är en insektsart som beskrevs av Gerstaecker 1889. Copiocera laeta ingår i släktet Copiocera och familjen gräshoppor. Inga underarter finns listade i Catalogue of Life.